# Hryhorij Mirosznyk
Hryhorij Mychajłowycz Mirosznyk, ukr. Григорій Михайлович Мірошник, ros. Григорий Михайлович Мирошник, Grigorij Michajłowicz Mirosznik (ur. 1914, Imperium Rosyjskie, zm. 19??, Ukraińska SRR) – ukraiński piłkarz, grający na pozycji obrońcy lub pomocnika, trener piłkarski.

## Kariera piłkarska
W 1936 rozpoczął karierę piłkarską w drużynie Spartak Kijów. W 1939 bronił barw klubu Spartak Mińsk.

## Kariera trenerska
Po zakończeniu kariery piłkarza rozpoczął pracę szkoleniowca. W 1960 stał na czele klubu Dnipro Krzemieńczuk. W 1964 pomagał trenować klub z Krzemieńczuku..